# David Aboucaya
David Aboucaya est un réalisateur, scénariste, compositeur et acteur français né en 1966[Où ?]. 

## Biographie

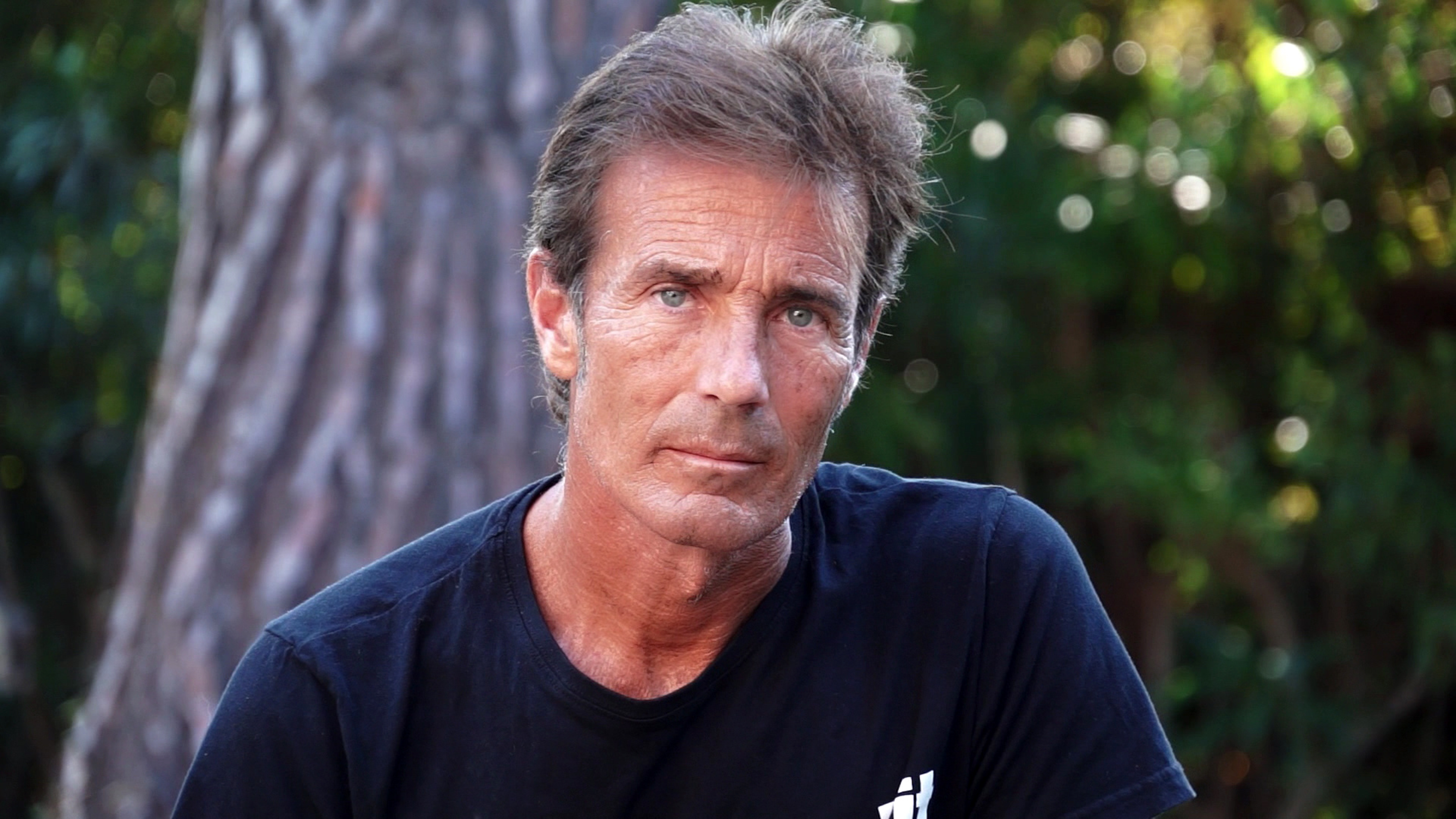
David Aboucaya 2022

Réalisateur indépendant, David Aboucaya a tourné plusieurs courts métrages. Son premier long métrage, La Croisée des chemins, a été réalisé en 2007. 4 autres suivront dont Winter War et son dernier film War Trap  sorti en 2022. En plus de la réalisation, il est également scénariste, monteur, compositeur et tient quelques rôles en tant qu'acteur dans ses films et dans la Web-série "Poètes" de Tommy Lee Baïk. 
Parallèlement il est à la tête du projet musical Stigmata, groupe aux influences gothiques, darkwave et industrielles.  

## Filmographie
- 2009 : Chronique d'un Affranchi
- 2009 : Dead Line
- 2009 : Red Snow (court-métrage)
- 2010 : La Croisée des chemins
- 2015 : Last Blues
- 2015 : Malmedy (court-métrage)
- 2017 : Winter War décrit les combats pour la libération du village Alsacien de Jebsheim
- 2022 : War Trap (titre français Piège de Guerre)
- 2025 : 7 Jours en Juin